# Acorn A4
El Acorn A4 es el único notebook comercializado de la gama Acorn Archimedes (hay dos modelos más posteriores, los Acorn Stork y Acorn Gideon, pero no pasan de prototipos). Es fabricado y comercializado por Acorn Computers (entonces una subsidiaria de Olivetti) en 1991, principalmente en el Reino Unido, por un precio de 1395 £ (model I, con 2 MB y unidad de disquete) a 1895 £ (model II, con 4 MB y disco duro de 120 MB).
Electrónicamente equivale a un Acorn Archimedes 5000. Se entrega con Welcome Guide (incluye un tutorial de RISC OS), Portable Guide, RISC OS 3 User Guide y RISC OS 3 Applications Guide. 

## Especificaciones
- CPU: ARM3 (con 4 KB de caché interna) a 24 MHz (internos; 6 MHz en modo ahorro de energía) y 12 MHz (bus)
- ROM: 2 MiB con el sistema operativo RISC OS 3.10
- RAM: 2 MiB (model I) o  4 MiB (model II)[5] 1 MB fijado en la placa madre, el resto en chips ZIP DRAM.
- Carcasa: utiliza la misma que el Olivetti A12/ Walkstation 386 SX Walkstation[6] en policarbonato gris, de 297 x 210 x 53 mm, y un peso de 2,3 kg  (sin baterías). En el frontal presenta el interruptor de encendido/apagado. En el lateral derecho, unidad de disquete y, protegidos por una trampilla conector de auriculares, dos conectores PS/2 de teclado y ratón y un conector DE-9 del puerto serie. En la trasera, también protegido por trampilla, conector DB-25 de puerto paralelo de impresora, un inusual conector DE-9 hembra de la fuente de alimentación externa, y conector DE-15 VGA para monitor externo.  en el lateral izquierdo pack de baterías y, de haberlo, conector de Econet o Nexus. Estas ampliaciones se conectan por la trampilla situada en al esquina izquierda sobre el teclado; a su lado en la esquina derecha, touchpad para emular el ratón. Teclado con teclas blancas y grises, idéntico al de los equipos PC con que comparte carcasa. En el panel de la pantalla a su izquierda dos ruedas de control de brillo y contraste y cuatro LEDs de encendido/apagado, batería, fuente de alimentación externa, teclado y uso del touchpad.
- Alimentación eléctrica: Un microcontrolador Hitachi HD404304F de 4 bits se encarga de gestionar la carga de la batería, iluminar los LEDs de su porcentaje de carga, conmutar entre batería y fuente, etc. Se comunica con el ARM3 por el bus 12C.
  - Fuente de alimentación: externa autoconmutada 100-240 Voltios AC, 50-60 Hz proporcionando una salida de hasta 25 V DC. Con conector IEC C13 y C14 por el lado de la corriente alterna (el cable a la toma mural cambia con cada país) y un conector DE-9 por el del ordenador. Sólida de 147 x 74 x 44 mm (+ 2 metros de cable) y un peso de 420 gramos. En el Technical Reference Manual[7] se habla de que proporciona hasta 25 V, de los que 21 V (UMAIN) van directamente al ordenador por el interruptor (luego serán convertidos a los 5V operativos) y un segundo caudal va a alimentar la batería (UBATT) todo controlado por las señales de control incluidas en el conector DE-9
  - Batería: de Níquel-Cadmio 1800 mAh 14.4 V en un empaquetado sólido de 140 x 111 x 25 mm y un peso de 720 gramos. En el proceso de carga lenta se le suministra una corriente de 60 mA a 70 mA y en la carga rápida de 320 mA a 380 mA, todo ello bajo control del microcontrolador y el sistema operativo. Proporciona entre 1 y 3 horas de autonomía dependiendo del uso. El proceso de recarga típica dura 7 horas y es independiente del uso del equipo
- Teclado QWERTY de 84 teclas con 4 teclas de cursor; dispone de conector PS/2 para un teclado externo.
- Monitor: pantalla LCD super-twisted nematic FFSTN interna de 15 niveles de gris con una resolución máxima de 640 x 480 píxels, 228 mm de diagonal (182 x 137 mm, con un ratio de 4:3) y conector DE-15 VGA para monitor externo (VGA, VGA+ 256 colores y SuperVGA 800 x 600), con una resolución máxima de 1152 x 896 con 16 colores. Detección automática del tipo de monitor.
  - Modo texto de hasta 132 x 30 caracteres
  - 47 modos gráficos. Dependiendo del monitor usado se pueden activar:
    - Televisor/Euroconector/Modulador UHF: 0 17, 24, 33 36
    - Monitor Multifrecuencia: 0-21, 24-31, 33-46
    - Monitor VGA: 0-15, 25-28, 41-46
    - Monitor VGA/Super VGA: 0-15, 25-31, 41-46
    - Panel LCD: 0-17, 24-28
- Placa madre: ocupa el tercio superior de la carcasa. La trampilla de la pequeña tarjeta de ampliación da además acceso al usuario a los conectores de los chips ZIP DRAM, pero cualquier otra ampliación o mantenimiento requiere la apertura del equipo. Un Chips and Technologies 82C711 habitual en los PCs se encarga del control del puerto serie y paralelo, y de las unidades de disquete y disco duro.
  - Un conector IDE interno para el disco duro interno
  - Un conector interno de unidad de disquete, mediante cable plano ultrafino para la unidad interna
  - Un puerto serie RS-232 con conector DE-9 75-9600 baudios por soft
  - Un puerto paralelo DB-25 bidireccional compatible Centronics
  - Altavoz mono interno y minijack para auriculares externos estéreo. Dos canales de 7 posiciones y 8 voces.
  - Un conector DE-15 VGA con tres modificaciones
    - Pin 9 proporciona +5V a un máximo de 600 mA, para alimentar un modulador UHF externo.
    - Pin 12 proporciona +12V con una impedancia de 1k5Ohm, para utilizar con un adaptador a Euroconector.
    - Pin 15 es una entrada, para poder identificar monitores.
- Sonido: 8 voces (estéreo 8 bits)
- Soporte:
  - Unidad de disquete de 3,5 y alta densidad con soporte de formatos ADFS (1,6 MB, 800 KB y 640 KB) y MS-DOS (1,44 MB y 720 KB)
  - Disco duro de serie en el model II, con interfaz IDE de 2,5 pulgadas y 60 (Conner CP2064) o 120 MiB de capacidad ya formateado. Autoparking de cabezas. Todos los conocidos fabricados por  Conner Peripherals. Puede reemplazarse por otros mayores siempre que no superen los 512 MB y cumplan estrictamente con las medidas del Conner original, debido a su muy ajustada posición, encajonado entre la unidad de disquete, los conectores del lado derecho y una pequeña placa reguladora de voltaje situada en vertical sobre el conector IDE.[8]

## Opciones
- ALA67 Bolsa de transporte
- ALA65 Pack de baterías adicional.
- ALJ22 Acorn A4 Technical Reference Manual.
- ALA62 actualización con disco duro de 60 MB.
- ALA60 Ampliación de 2 MB RAM.
- ALA66 A4 Econet module (se sitúa en la tapa del compartimento)
- AKJ20 BBC BASIC Reference Manual.
- AKA70 PC Emulator (v1.8).
- AKJ03 RISC OS 3 Programmer's Reference Manual.
- SKB75 Desktop C
- SKB76 Desktop Assembler